# 3-й гвардейский бомбардировочный авиационный корпус (авиации дальнего действия)
3-й гварде́йский бомбардиро́вочный авиацио́нный Сталинградский ко́рпус (3-й гв. бак) — соединение Военно-Воздушных сил (ВВС) Вооруженных Сил РККА, принимавшее участие в боевых действиях Великой Отечественной войны.

## Наименования корпуса

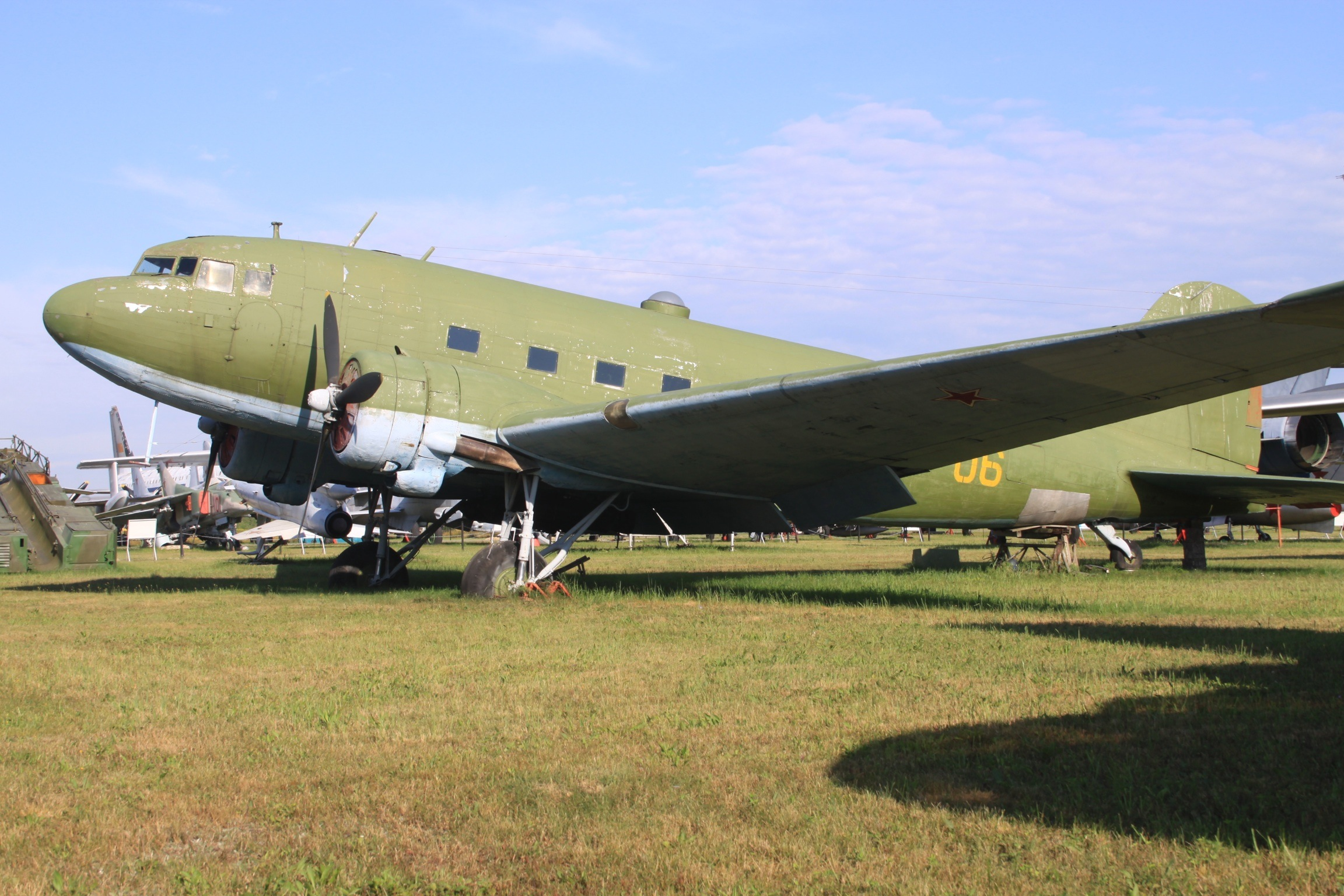
Самолет корпуса Ли-2ДБ

- 7-й авиационный корпус дальнего действия;
- 7-й авиационный Брянский корпус дальнего действия;
- 3-й гвардейский бомбардировочный авиационный Сталинградский корпус;
- 79-й гвардейский бомбардировочный авиационный Сталинградский корпус;
- 79-й гвардейский тяжёлый бомбардировочный авиационный Сталинградский корпус;
- Войсковая часть (Полевая почта) 21230.

## Боевой путь корпуса
3-й гвардейский бомбардировочный авиационный Сталинградский корпус Директивой Генерального Штаба № орг.10/315706 сформирован 26 декабря 1944 года путём преобразования 7-го авиационного Брянского корпуса дальнего действия.
На заключительном этапе войны в 1945 году корпус участвовал в разгроме противника под Кёнигсбергом, на кюстринском плацдарме и в Берлинской наступательной операции.

### Участие в операциях и битвах
- Кенигсбергская операция[2] — с 6 апреля 1945 года по 9 апреля 1945 года.
- Висло-Одерская стратегическая наступательная операция[2] — с 30 января 1945 года по 9 февраля 1945 года.
- Берлинская операция[2] — с 16 апреля 1945 года по 8 мая 1945 года.

В начале апреля 1945 года корпус в составе 3-х дивизий перебазировался с аэродромного узла Вильно на новый аэродромный узел Минск-Мазовецкий:
- штаб корпуса — Минск-Мазовецкий[3];
- 1-я бомбардировочная авиационная дивизия — аэроузел Вышкув[3];
- 12-я бомбардировочная авиационная дивизия — аэроузел Венгрув[3];
- 22-я гвардейская бомбардировочная авиационная дивизия — аэроузел Янув[3];
- 50-я бомбардировочная авиационная дивизия — 2 полка на аэродроме Бжезно и 1 полк — на аэродроме Болбасово[3].

За период боевой работы в апреле 1945 года корпус выполнил 1868 боевых вылетов с общим налетом 7964 часа, сбросил 7272 шт. бомб общим весом 1455,152 тонны. Потери личного состава составили 46 человек, материальной части — 8 самолетов, из них 5 боевых.
В мае корпус базировался на аэроузлах:
- штаб корпуса — Минск-Мазовецкий[3];
- 1-я бомбардировочная авиационная дивизия — аэроузел Венгрув[3];
- 12-я бомбардировочная авиационная дивизия — аэроузел Вышкув[3];
- 22-я гвардейская бомбардировочная авиационная дивизия — аэроузел Цеглув[3];
- 50-я бомбардировочная авиационная дивизия — аэроузел Говорово[3].

### В действующей армии
В составе действующей армии корпус находился:
- с 23 декабря 1944 года по 9 мая 1945 года, всего 138 дней[4].

### Командиры корпуса
- генерал-лейтенант авиации Нестерцев Виктор Ефимович[2][5]. Период нахождения в должности: с 23 декабря 1944 года по 20 февраля 1949 года.

## Послевоенная история корпуса
После окончания войны корпус перебазировался с аэродромного узла Минск-Мазовецкий на Бобруйский аэродромный узел. С апреля 1946 года в корпус в составе 1-й воздушной армии дальней авиации, созданной на базе 3-й воздушной армии.

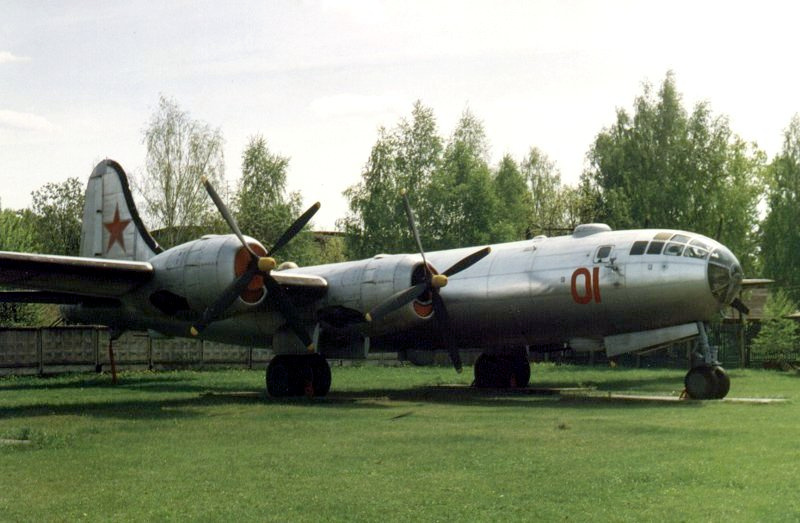
Самолет корпуса с 1949 по 1956 годы — Ту-4. На фото единственный сохранившийся в России экземпляр самолета в музее в Монино

В 1949 году 3-й гвардейский бомбардировочный авиационный корпус переименован в 79-й гвардейский бомбардировочный авиационный корпус, а 1-й воздушной армии дальней авиации — в 50-ю воздушную армию дальней авиации.
В конце 1949 года дивизии корпуса стали получать новую авиационную технику — самолеты Ту-4, оснащённые системой дозаправки топливом в воздухе и способные нанести ответные удары по передовым базам США в Западной Европе и в Англии. Корпус, дивизии и полки к наименованию получили дополнительное наименование «тяжелый». С 1949 года корпус именуется как 79-й гвардейский тяжёлый бомбардировочный авиационный корпус.
В марте 1951 года на базе соединений и частей корпуса развернута новая дивизия — 160-я тяжелая бомбардировочная авиационная дивизия в составе двух полков на самолетах Ту-4 на Витебском аэроузле на аэродроме Болбасово. К 1955 году в состав корпуса входило три дивизии, к 1956 году все дивизии стали переоснащаться на новые самолеты — Ту-16, тяжёлый двухмоторный реактивный многоцелевой самолёт с возможностью доставки ядерных боеприпасов. В июле 1956 года корпус расформирован, дивизии переданы в непосредственное подчинение 50-й воздушной армии дальней авиации.

### Командиры 79-го гвардейского корпуса
- генерал-лейтенант авиации Нестерцев Виктор Ефимович[2]. Период нахождения в должности: с 20 февраля 1949 года по январь 1950 года.
- Полковник Щелкунов Василий Иванович[2]. Период нахождения в должности: сентябрь 1950 года — август 1953 года, назначен командиром 22-й гвардейской тбад.

## В составе объединений
| Объединение                          | Период                  |
| ------------------------------------ | ----------------------- |
| 18-я воздушная армия                 | 23.12.1944 — 01.04.1946 |
| 1-я воздушная армия дальней авиации  | 01.04.1946 — 20.02.1949 |
| 50-я воздушная армия дальней авиации | 20.02.1949 — 01.08.1956 |

## Соединения, части и отдельные подразделения корпуса
- 22-я гвардейская бомбардировочная авиационная Донбасская Краснознаменная дивизия[8]
  - 11-й гвардейский бомбардировочный авиационный Сталинский Краснознаменный полк (Ли-2)
  - 220-й гвардейский бомбардировочный авиационный Сталинградский Краснознаменный полк (Ли-2)
  - 339-й бомбардировочный авиационный ордена Суворова полк (Ли-2)
- 1-я бомбардировочная авиационная Сталинградская Краснознаменная дивизия[8]
  - 31-й гвардейский бомбардировочный авиационный Красносельский Краснознаменный полк (Ли-2)
  - 32-й гвардейский бомбардировочный авиационный Керченский Краснознаменный полк (Ли-2)
  - 334-й бомбардировочный авиационный Берлинский полк (Ли-2)
- 12-я бомбардировочная авиационная Мгинская Краснознаменная дивизия[8]
  - 12-й гвардейский бомбардировочный авиационный Гатчинский ордена Суворова полк (Ли-2, Си-47)
  - 33-й гвардейский бомбардировочный авиационный Минский полк) (Ли-2)
  - 338-й авиационный бомбардировочный Рижский авиационный полк (Ли-2)
- 50-я бомбардировочная авиационная Крымская дивизия[8]
  - 26-й гвардейский бомбардировочный авиационный Брестский ордена Суворова полк (В-25)
  - 111-й бомбардировочный авиационный Берлинский полк (В-25)
  - 333-й бомбардировочный авиационный полк (Ер-2).

## Состав корпуса на 9 мая 1945 года
- 1-я бомбардировочная авиационная дивизия;
- 12-я бомбардировочная авиационная дивизия;
- 22-я гвардейская бомбардировочная авиационная дивизия;
- 50-я бомбардировочная авиационная дивизия.

## Состав корпуса на апрель 1946 года
- 22-я гвардейская бомбардировочная авиационная дивизия;
- 45-я бомбардировочная авиационная дивизия.

## Состав корпуса на 1955 год
- 22-я гвардейская бомбардировочная авиационная дивизия;
- 45-я бомбардировочная авиационная дивизия;
- 160-я бомбардировочная авиационная дивизия.

## Почетные наименования
- 111-му бомбардировочному авиационному полку присвоено почетное наименование «Берлинский»[9].
- 334-му бомбардировочному авиационному полку присвоено почетное наименование «Берлинский»[9].

## Награды

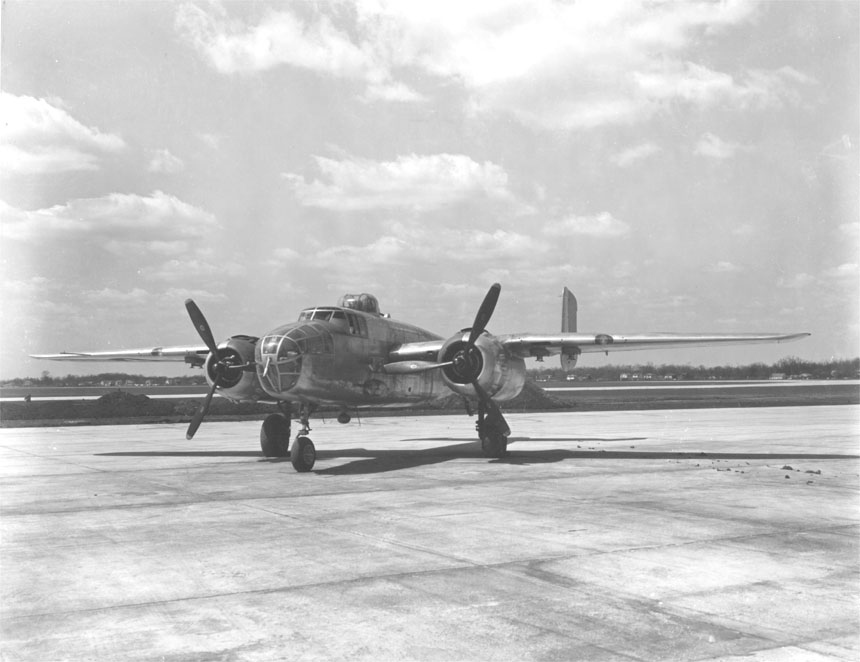
Самолёт корпуса В-25

- 22-я гвардейская бомбардировочная авиационная Донбасская дивизия награждена орденом Красного Знамени[10].
- 1-я бомбардировочная авиационная Сталинградская дивизия награждена орденом Красного Знамени[10].
- 50-я бомбардировочная авиационная Крымская дивизия награждена орденом Красного Знамени[10].
- 26-й гвардейский бомбардировочный авиационный Брестский полк награждён орденом Суворова III степени[10].
- 339-й бомбардировочный авиационный полк награждён орденом Суворова III степени[10].

## Благодарности Верховного Главного Командования
- За овладение городом Клайпеда[11]
- За овладение городом и военно-морской базой Гдыня[12]
- За разгром группы немецких войск юго-западнее города Кенигсберг[13]
- За овладение городом и крепостью Гданьск[14]
- За овладение городом и крепостью Кенигсберг[13]
- За овладение городами Франкфурт-на-Одере, Вандлитц, Ораниенбург, Биркенвердер, Геннигсдорф, Панков, Фридрихсфельде, Карлсхорст, Кепеник и вступление в столицу Германии город Берлин[15]
- За овладение городом Берлин[16]
- За овладение портом и военно-морской базой Свинемюнде[17]

## Герои Советского Союза

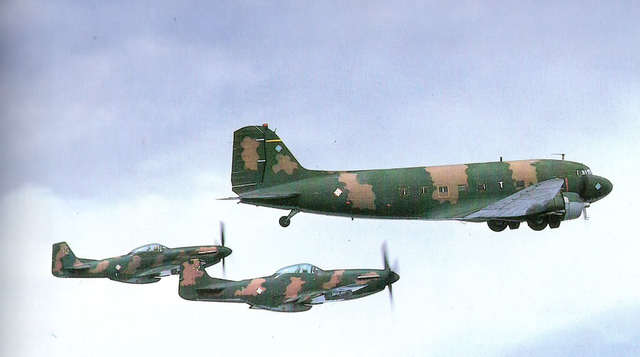
Самолет корпуса Си-47 (Ли-2)

- Журавлёв Василий Артёмович, майор, штурман 339-го бомбардировочного авиационного полка 22-й гвардейской бомбардировочной авиационной дивизии 3-го гвардейского бомбардировочного авиационного корпуса 18-й воздушной армии Указом Президиума Верховного Совета СССР 23 февраля 1948 года удостоен звания Герой Советского Союза. Золотая Звезда № 5809.
- Ксёндзов Григорий Васильевич, капитан, штурман эскадрильи 33-го гвардейского бомбардировочного авиационного полка 12-й бомбардировочной авиационной дивизии 3-го гвардейского бомбардировочного авиационного корпуса 18-й воздушной армии Указом Президиума Верховного Совета СССР 15 мая 1946 года удостоен звания Герой Советского Союза. Золотая Звезда № 7013.
- Никитин Арсений Павлович, майор, заместитель командира 338-го бомбардировочного авиационного полка 12-й бомбардировочной авиационной дивизии 3-го гвардейского бомбардировочного авиационного корпуса 18-й воздушной армии Указом Президиума Верховного Совета СССР 15 мая 1946 года удостоен звания Герой Советского Союза. Золотая Звезда № 3761.

## Базирование
| Период               | Аэродром                      |
| -------------------- | ----------------------------- |
| 04.1945 — 06.1945    | Минск-Мазовецкий, Польша      |
| 06.1945 — 01.08.1956 | Бобруйск, Могилевская область |